# Uljanovka

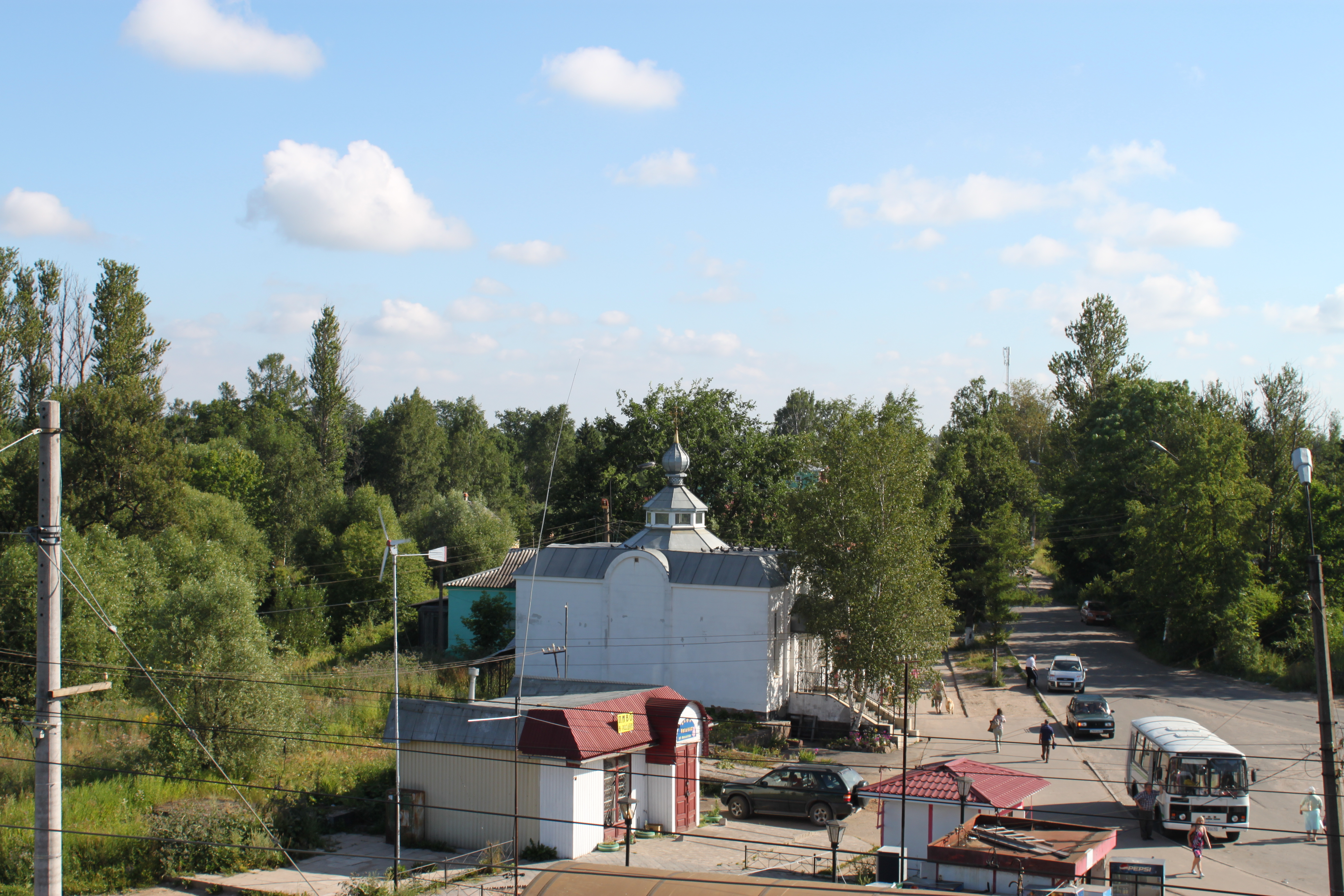
Järnvägsstationen i Sablino (Uljanovka).

Uljanovka (ryska Улья́новка) är en stad i Leningrad oblast i Ryssland. Folkmängden uppgick till 12 688 invånare i början av 2015. Staden ligger 40 km från Sankt Petersburg. Den närmaste järnvägsstationen är Sablino.
Staden hette Sablino fram till 1922, då den döptes om efter Vladimir Lenins ursprungliga efternamn, Uljanov.